# Wyścigowe Samochodowe Mistrzostwa Polski 1964
Sezon 1964 był dwunastym sezonem Wyścigowych Samochodowych Mistrzostw Polski.
Sezon liczył cztery eliminacje na torach w Lublinie, Tychach, Krakowie i Warszawie. Zawody były rozgrywane w dwóch klasach: Formule 3 (zgodnej z przepisami FIA) oraz formule wolnej (skonstruowane do 1961 roku samochody o dowolnych nadwoziach i silnikach pow. 500 cm³). Punkty przyznawane były ośmiu najlepszym kierowcom według klucza 10-8-6-5-4-3-2-1, przy czym do klasyfikacji generalnej liczyły się trzy najlepsze wyniki.

## Zwycięzcy
| Data            | Tor      | Klasa         | Zwycięzca (kierowcy)  | Samochód         | Zwycięzca (zespoły)         |
| --------------- | -------- | ------------- | --------------------- | ---------------- | --------------------------- |
| 10 maja         | Lublin   | Formuła 3     | Jerzy Jankowski       | Rak-Wartburg     | Automobilklub Warszawski    |
| 10 maja         | Lublin   | formuła wolna | Stanisław Kołecki     |                  | Automobilklub Śląski        |
| 13 września     | Tychy    | Formuła 3     | Jerzy Jankowski       | Rak-Wartburg     | Automobilklub Warszawski    |
| 13 września     | Tychy    | formuła wolna | Jerzy Nowak           | Krab 76-Wartburg | Automobilklub Radomski      |
| 4 października  | Kraków   | Formuła 3     | Jerzy Jankowski       | Rak-Wartburg     | Automobilklub Warszawski    |
| 4 października  | Kraków   | formuła wolna | Ludwik Glib           | Krab 76-Wartburg | Automobilklub Radomski      |
| 25 października | Warszawa | Formuła 3     | Władysław Szulczewski | Rak-Wartburg     | Automobilklub Częstochowski |
| 25 października | Warszawa | formuła wolna | Otto Bartkowiak       |                  | Automobilklub Śląski        |

## Klasyfikacje
| Legenda oznaczeń w tabelach wyników Wyświetl szablon na nowej stronie | Legenda oznaczeń w tabelach wyników Wyświetl szablon na nowej stronie                                                                     |
| Oznaczenie                                                            | Wyjaśnienie |
| --------------------------------------------------------------------- | --- |
| Złoty                                                                 | Zwycięzca lub mistrzostwo |
| Srebrny                                                               | 2. miejsce lub wicemistrzostwo |
| Brązowy                                                               | 3. miejsce lub II wicemistrzostwo |
| Zielony                                                               | Ukończył, punktował (w klasyfikacji generalnej, gdy zdobył co najmniej jeden punkt na przestrzeni sezonu, poza trzema powyższymi opcjami) |
| Niebieski                                                             | Ukończył, nie punktował (w klasyfikacji generalnej, gdy nie zdobył co najmniej jednego punktu na przestrzeni sezonu)                      |
| Czerwony                                                              | Nie zakwalifikował się (NZ) |
| Czerwony                                                              | Nie prekwalifikował się (NPK) |
| Różowy                                                                | Nie ukończył (NU) |
| Różowy                                                                | Niesklasyfikowany (NS) (w klasyfikacji generalnej, gdy nie został sklasyfikowany w żadnym wyścigu sezonu)                                 |
| Czarny                                                                | Zdyskwalifikowany (DK) |
| Czarny                                                                | Wykluczony (WYK/EX) |
| Biały                                                                 | Nie wystartował (NW) |
| Biały                                                                 | Kontuzjowany (K/INJ) |
| Biały                                                                 | Wyścig odwołany (OD/C) |
| Bez koloru                                                            | Został wycofany (WYC/WD) |
| Bez koloru                                                            | Nie przybył (NP/DNA) |
| Bez koloru                                                            | Nie brał udziału w treningach (NT/DNP) |
| Bez koloru                                                            | Nie został zgłoszony (–) |
| Pogrubienie                                                           | Start z pole position |
| Kursywa                                                               | Najszybsze okrążenie wyścigu |
| †                                                                     | Nie ukończył, ale jego rezultat został zaliczony ze względu na przejechanie więcej niż 90% dystansu wyścigu.                              |
| *                                                                     | Sezon w trakcie |
| 1/2/3                                                                 | Punktowana pozycja w sprincie kwalifikacyjnym                                                                                             |
| Lista systemów punktacji Formuły 1                                    | |

### Formuła 3
| Poz. | Kierowca              | Zespół                      | Polska | Polska | Polska | Polska | Punkty |
| ---- | --------------------- | --------------------------- | ------ | ------ | ------ | ------ | ------ |
| 1    | Jerzy Jankowski       | Automobilklub Warszawski    | 1      | 1      | 1      | NU     | 30     |
| 2    | Władysław Szulczewski | Automobilklub Częstochowski | 2      | 4      | 2      | 1      | 26     |
| 3    | Longin Bielak         | Automobilklub Warszawski    | NU     | 2      | 4      | 2      | 21     |
| 4    | Władysław Paszkowski  | Automobilklub Warszawski    | 8      | 6      | 5      | 3      | 13     |
| 5    | Grzegorz Timoszek     | Automobilklub Warszawski    | 3      | 5      |        |        | 10     |
| 6    | Antoni Weiner         | Automobilklub Śląski        | 7      | 3      |        |        | 8      |
| 7    | Henryk Nowak          | Automobilklub Śląski        |        |        | 3      | 7      | 8      |
| 8    | Józef Kiełbania       | Automobilklub Radomski      | 6      |        |        | 4      | 8      |
| 9    | Krzysztof Komornicki  | Automobilklub Warszawski    | 4      |        |        | 6      | 8      |
| 10   | Augustyn Tic          | Automobilklub Śląski        | 5      |        |        |        | 8      |
| 11   | Zbigniew Sucharda     | Automobilklub Warszawski    |        |        |        | 5      | 8      |
| 12   | Ksawery Frank         | Automobilklub Warszawski    |        |        |        | 8      | 1      |

### Formuła wolna
| Poz. | Kierowca             | Zespół                      | Polska | Polska | Polska | Polska | Punkty |
| ---- | -------------------- | --------------------------- | ------ | ------ | ------ | ------ | ------ |
| 1    | Stanisław Kołecki    | Automobilklub Śląski        | 1      | 2      | 3      | 2      | 26     |
| 2    | Otto Bartkowiak      | Automobilklub Śląski        | 2      |        |        | 1      | 18     |
| 3    | Aleksander Skoczylas | Automobilklub Częstochowski |        |        | 2      | 3      | 14     |
| 4    | Jerzy Nowak          | Automobilklub Radomski      |        | 1      |        |        | 10     |
| 5    | Ludwik Glib          | Automobilklub Radomski      |        |        | 1      |        | 10     |
| 6    | Bolesław Samborski   | Automobilklub Śląski        |        |        | 4      |        | 5      |
| 7    | Andrzej Jarząbek     | Automobilklub Częstochowski |        |        | 5      |        | 4      |
| 8    | Albin Brzozowski     | Automobilklub Warszawski    |        |        | 6      |        | 3      |
|      | Zbigniew Sucharda    | Automobilklub Warszawski    | NU     |        |        |        | 0      |